# گنجشک نوک‌زعفرانی
گنجشک نوک‌زعفرانی (نام علمی: Arremon flavirostris) گونه‌ای از پرندگان از خانواده گنجشکان جهان جدید (Passerellidae)، گنجشک‌های جهان جدید است که در آرژانتین، بولیوی، برزیل و پاراگوئه یافت می‌شود.
اگرچه رژیم غذایی گنجشک نوک‌زعفرانی به خوبی شناخته شده نیست، اما شامل میوه، غلات و حشرات است.